# 經過海中
《經過海中》（法語：Fatata te Miti）是1892年保羅·高更在塔希提繪製的一幅油畫， 此畫原先是切斯特·戴爾的收藏品，1962年他將其捐給了美國華盛頓特區的國家藝廊，現在依然藏於此地。
這幅畫描繪了兩名躶體塔希提女性，她們背向畫面站在波濤之中，此外畫作的背景里有一位在用矛捕魚的漁夫。雖然兩名女性身體裸露，但是漁夫並沒有因此受到干擾，因而表現出了塔希提的天然純潔的生活。